# Kecamatan Babul Makmur
Kecamatan Babul Makmur (indonesiska: Babul Makmur) är ett distrikt i Indonesien.   Det ligger i provinsen Aceh, i den västra delen av landet, 1 400 km nordväst om huvudstaden Jakarta.